# Балов
Балов (нім. Balow) — громада в Німеччині, розташована в землі Мекленбург-Передня Померанія. Входить до складу району Людвігслуст-Пархім. Складова частина об'єднання громад Грабов.
Площа — 12,83 км2. Населення становить 320 ос. (станом на 31 грудня 2020).